# Łękuk Mały
Łękuk Mały est un village polonais de la voïvodie de Varmie-Mazurie, dans le powiat de Giżycko.